# Марк Александр
Марк Александр (фр. Marc Alexandre; нар. 30 жовтня 1959, Париж, Франція) — французький дзюдоїст, Олімпійський чемпіон 1988 року, бронзовий призер Олімпійських ігор 1984 року, чемпіон Європи, багаторазовий призер чемпіонатів світу та Європи.

## Виступи на Олімпіадах
| Олімпіада         | Дисципліна | Місце |
| ----------------- | ---------- | ----- |
| Лос-Анджелес 1984 | до 65 кг   | 3     |
| Сеул 1988         | до 71 кг   | 1     |